# Rusendorf

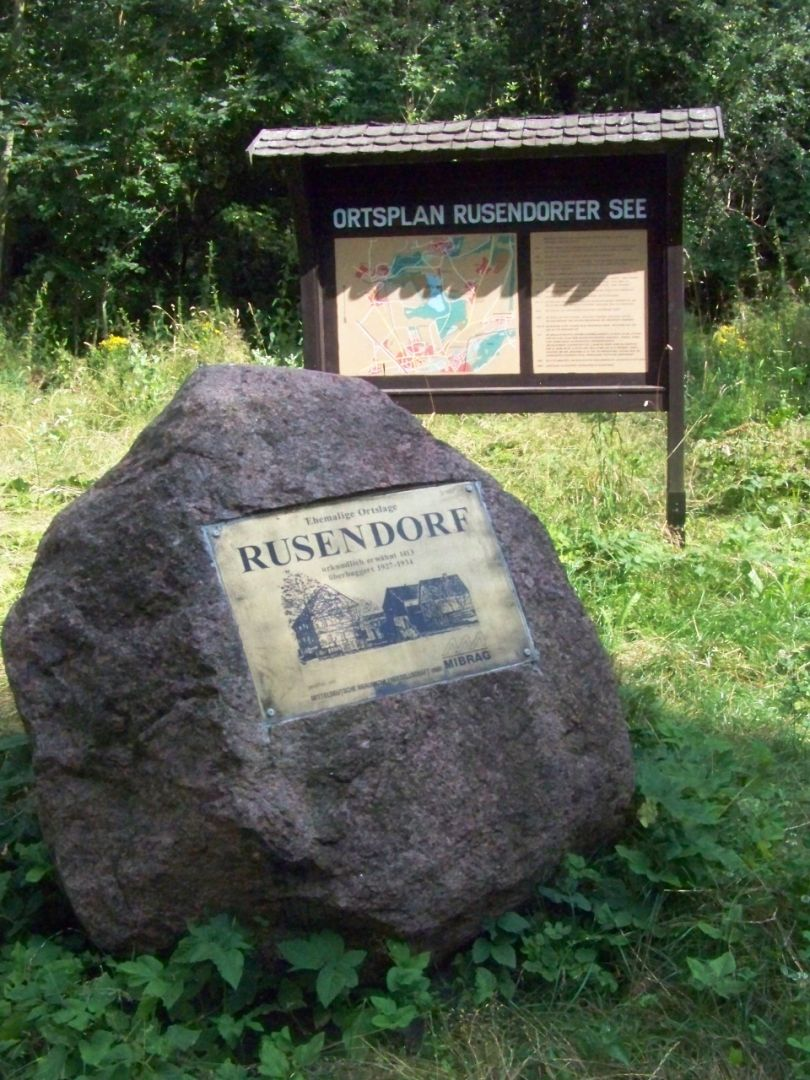
Der Gedenkstein für den abgebaggerten Ort

Rusendorf ist ein durch Braunkohleabbau des Tagebaus Phönix-Falkenhain zwischen 1927 und 1933 wüst gefallenes Dorf zwischen Lucka und Meuselwitz. Seine Flur gehört heute zum Ortsteil Falkenhain der Stadt Meuselwitz im Landkreis Altenburger Land in Thüringen.

## Geografische Lage
Der Ort Rusendorf lag zwischen Mumsdorf im Westen, Falkenhain im Norden, Bünauroda im Osten und Meuselwitz im Süden. Seine Flur liegt heute im Rusendorfer See. Der Gedenkstein an Rusendorf befindet sich daher nicht exakt im Bereich der Ortslage.

## Geschichte

### Von der Gründung bis ins 19. Jahrhundert

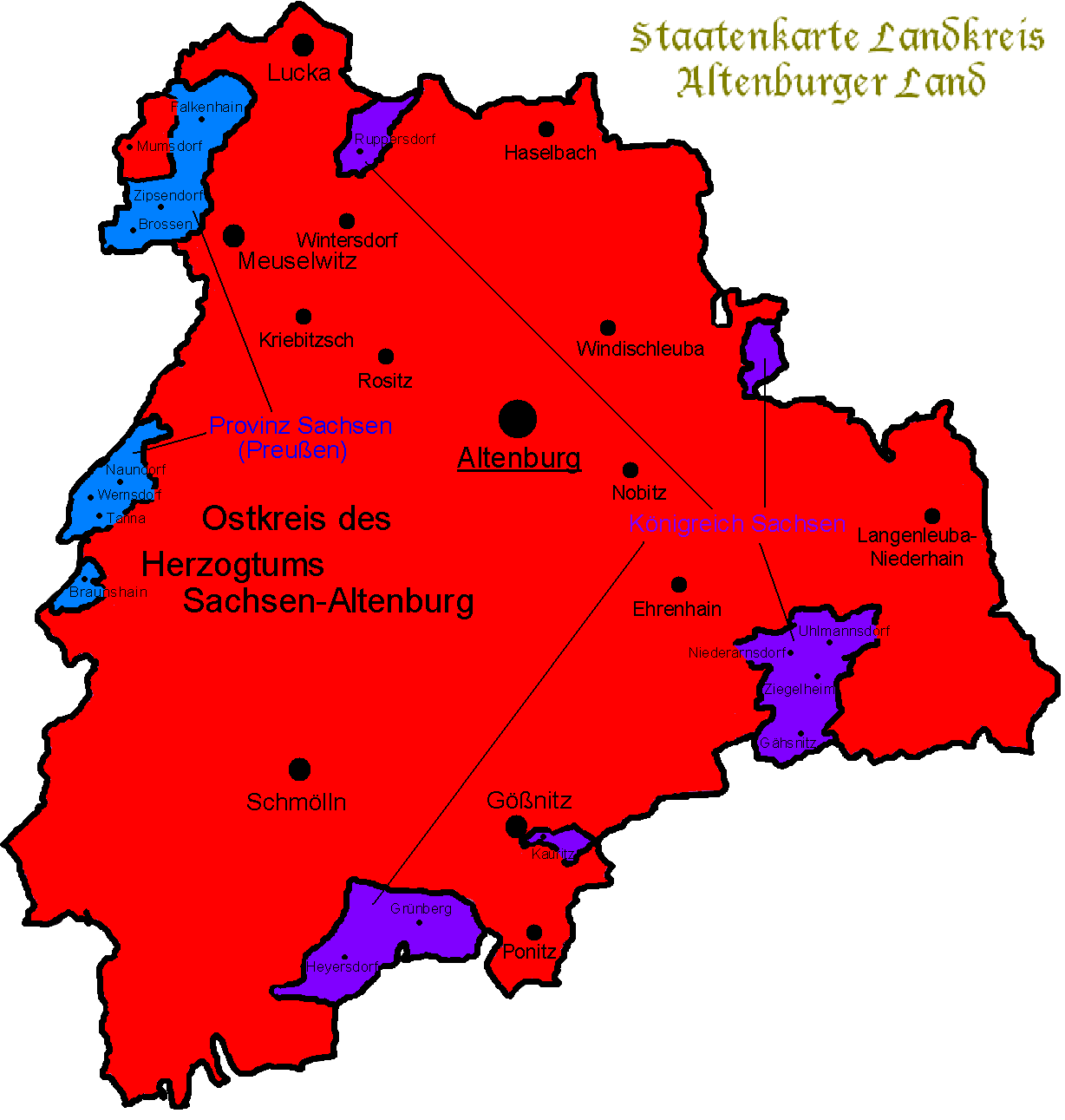
Staatenaufteilung des Altenburger Landes bis 1920

Am 18. Juni 1413 wurde Rusendorf erstmals urkundlich genannt. Der aus dem Wendischen stammende Name hat die Bedeutung „Ort der Rinderweite“. Rusendorf war eine typische slawische Rundsiedlung mit landwirtschaftlicher Produktion in 13 Höfen. Über Jahrhunderte war der Ort besitzrechtlich und gerichtlich vom Nachbarort Falkenhain abhängig gewesen. Kirchlich und schulisch war Rusendorf bis 1891 zu Zipsendorf gehörig. Am 1. November 1891 erfolgte auf Wunsch der Rusendorfer die Einpfarrung nach Falkenhain. Seitdem gingen auch die Rusendorfer Kinder dorthin zur Schule.
Rusendorf ist einer der wenigen Orte des heutigen Landkreises Altenburger Land, der historisch nicht zu Sachsen-Altenburg gehörte. Gemeinsam mit heute ebenfalls zum thüringischen Meuselwitz gehörigen Orten Brossen, Falkenhain und Zipsendorf lag Rusendorf bis 1815 im Amt Zeitz, das als Teil des Hochstifts Naumburg-Zeitz seit 1561 unter kursächsischer Hoheit stand und zwischen 1656/57 und 1718 zum Sekundogenitur-Fürstentum Sachsen-Zeitz gehörte. Durch die Beschlüsse des Wiener Kongresses kam der Ort im Jahr 1815 zu Preußen und wurde 1816 dem Kreis Zeitz im
Regierungsbezirk Merseburg der Provinz Sachsen zugeteilt. 
Durch die politische Zugehörigkeit von Rusendorf und Falkenhain zu Zeitz ergab es sich, dass das politisch zu Altenburg gehörige Mumsdorf eine Exklave des Herzogtums Sachsen-Altenburg im Zeitzer Stiftsgebiet bzw. seit 1815 in preußischem Gebiet war. 1890 lebten in Rusendorf 73 Personen.

### Zeit des Braunkohleabbaus
Durch ein mächtiges, nicht tief unter dem Abraum liegendes Braunkohleflöz änderte sich ab 1904 in der Flur von Rusendorf einiges. Von den örtlichen Bauern hatte die Gewerkschaft Heureka, ein späteres Tochterunternehmen der Phönix AG für Braunkohlenverwertung, im Jahr 1904 den nördlichen Teil und die Grube Fürst Bismarck 1900/1906 den südlichen Teil des Orts erworben. Dadurch entstanden Tagebaue im Westen von Rusendorf (Tagebau Phönix-Mumsdorf) und südlich des Orts (Tagebaue Fürst Bismarck I und II, Tagebau Heureka). Als Folge verschwand zwischen 1906 und 1924 der Verbindungsweg nach Mumsdorf durch den gleichnamigen Tagebau. 1912 kappte die Grube Fürst Bismarck den Weg in das südlich gelegene Meuselwitz. Es folgten 1922 der Weg in das im Südwesten gelegene Brossen und das im Osten gelegene Bünauroda. Nachdem 1924 auch noch die Verbindung in das nördlich gelegene Falkenhain gekappt wurde, war das an der thüringisch-preußischen Grenze gelegene Rusendorf nur noch über Umwege erreichbar.
Einerseits hatte Rusendorf unter dem Braunkohleabbau enorm zu leiden, auf der anderen Seite stiegen dadurch auch die Einwohnerzahlen des Orts an (1914: 123; 1925: 134). Am 1. November 1921 gründete sich die Freiwillige Feuerwehr Rusendorf, davon waren sieben Mitglieder aus Rusendorf. Bereits 1925 bildete der Löschzug Rusendorf eine selbstständige Einheit.

### Auflösung der Gemeinde Rusendorf
1927 verließen die ersten Familien das Dorf und der Abbruch von Rusendorf begann. Am 17. März 1929 löste sich die Freiwillige Feuerwehr auf. Der Abschiedsgottesdienst für die Gemeindemitglieder fand am 17. Juli 1932 in der Falkenhainer Kirche statt. Von nah und fern waren Massen gekommen. Mit Beschluss des preußischen Staatsministeriums wurde die Landgemeinde Rusendorf, Kreis Zeitz ab 1. Oktober 1932 nach Falkenhain eingemeindet. Zu diesem Zeitpunkt besaß Rusendorf nur noch eine Wohnstätte.
Der 1928 aufgeschlossene Tagebau Phönix-Falkenhain zerstörte 1934 die Flur von Rusendorf, welches somit der erste Ort des Meuselwitz-Altenburger Braunkohlereviers war, der dem Braunkohleabbau weichen musste. Bis 1942 devastierte der Tagebau die Gegend südlich und östlich von Falkenhain. Nach seiner Rekultivierung befindet sich die Bergbaufolgelandschaft im Rusendorfer See.
Mit der 1952 erfolgten Gebietsreform wurde Falkenhain und die Flur von Rusendorf vom Landkreis Zeitz in den Kreis Altenburg im Bezirk Leipzig umgegliedert. Seit 1990 gehört sie zu Thüringen. Durch die Eingemeindung von Falkenhain am 8. März 1994 gehört die Flur von Rusendorf zur Stadt Meuselwitz im Landkreis Altenburger Land.

### Erinnerung an Rusendorf
Auf Wunsch der Rusendorfer Einwohner wurde das 1927 eingeweihte Denkmal der Gefallenen Väter und Söhne vom Ersten Weltkrieg an die Falkenhainer Kirche versetzt, ebenso die für Rusendorf gegossene Glocke von 1928 und ein Gedenkstein.
Im Rahmen des 5. Meuselwitzer Stadtfestes wurde am 1. September 1995 ein Gedenkstein für den Ort Rusendorf enthüllt. Er wurde von der Mitteldeutschen Braunkohlengesellschaft mbH (MIBRAG) gestiftet. Da die ursprüngliche Ortslage von Rusendorf im gleichnamigen See liegt, wurde der Stein am Wanderweg Meuselwitz – Falkenhain – Bünauroda, etwas von der ursprünglichen Ortslage von Rusendorf entfernt, aufgestellt.